# Realismo heroico (propaganda)
El realismo heroico es el «arte» utilizado como propaganda. Ejemplos de ello son el estilo de realismo socialista asociado a los regímenes comunistas y, a veces, el estilo de arte similar asociado al fascismo. Sus características son el realismo y la representación de las figuras como tipos o símbolos ideales, a menudo con un rechazo explícito del modernismo en el arte (como «burgués» o «degenerado»).

## Historia
Tanto el arte socialista como el arte nazi fueron ordenados explícitamente para ser heroicos, y fueron idealmente consecuentes en lugar de realistas.

Los diseños del realismo heroico se utilizaron para propagar la revolución en la Unión Soviética durante la época de Lenin. Lenin dudaba de que la población analfabeta entendiera qué imágenes visuales abstractas estaban destinadas a comunicar. También pensó que los artistas, como los constructivistas y productivistas, podrían haber tenido una agenda oculta contra el gobierno. Movimientos como el cubismo fueron denunciados como burgueses y criticados por no haber aprovechado la herencia del arte y por rechazar lo bello por ser "viejo", mientras que la cultura proletaria tuvo que recurrir a lo aprendido en los tiempos anteriores.  Los artistas contrarrestaron tal pensamiento, aun así, por decir que el arte adelantado representó las ideas políticas adelantadas.

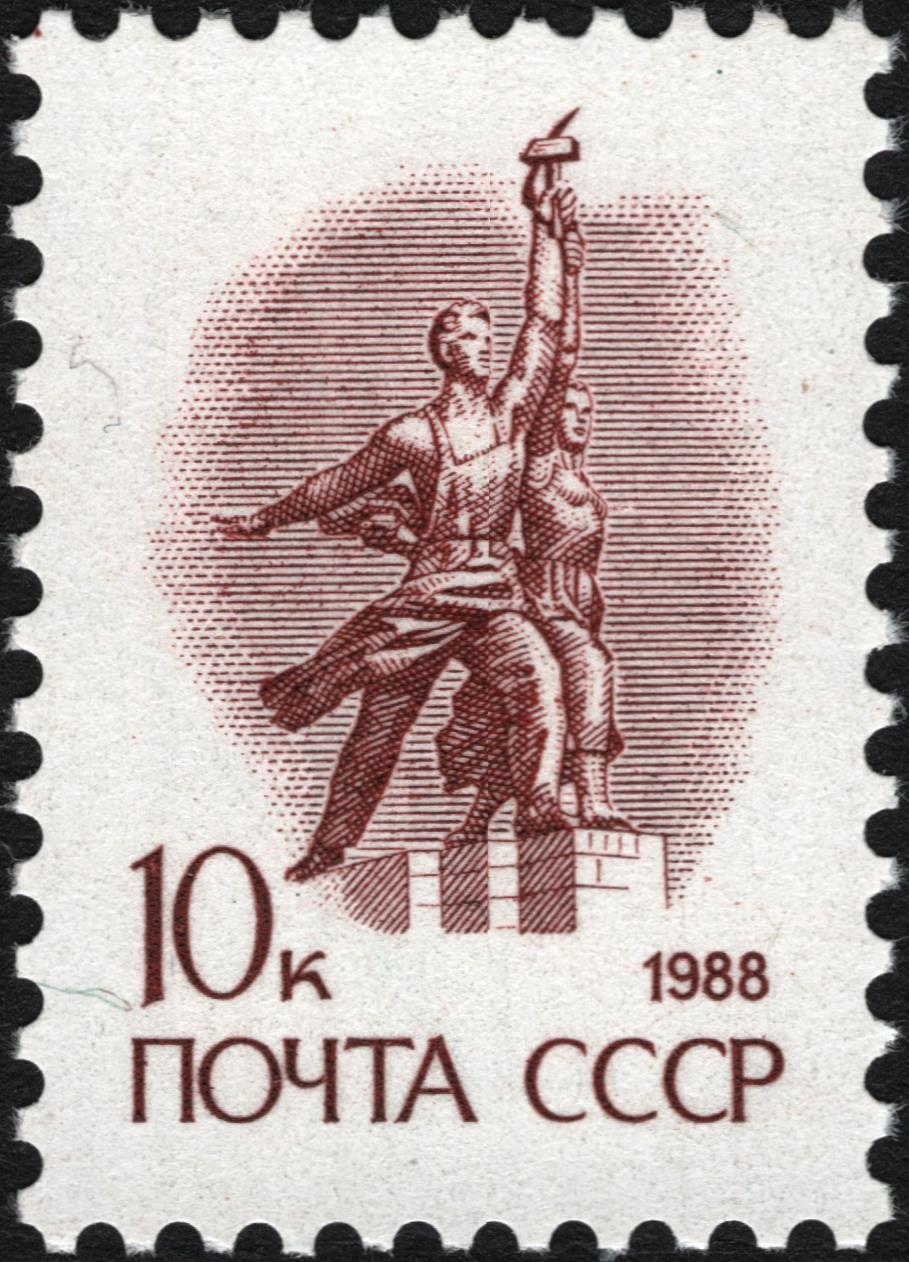
Trabajadora y Mujer Kolkhoz

En la literatura, Maxim Gorky instó a que se obtuviera el realismo extrayendo la idea básica de la realidad, pero añadiendo el potencial y lo deseable, se añadía el romantismo con un profundo potencial revolucionario.
Stalin comprendió el poderoso mensaje que se podía enviar a través de imágenes a una población principalmente analfabeta. Una vez en el poder, los carteles se convirtieron rápidamente en el nuevo medio para educar a los campesinos analfabetos sobre la vida diaria, desde el baño hasta la agricultura, y proporcionaban instrucciones visuales sobre casi todo. En 1931-1932, el énfasis inicial en el "hombrecillo" y las masas trabajadoras anónimas dio paso al «héroe del trabajo», derivado del pueblo pero separado por la magnitud de sus actos.  Como consecuencia, la literatura se llenó de «héroes positivos» que a veces eran tediosos.
En 1934, surgió una nueva doctrina llamada realismo socialista. Este nuevo movimiento rechazó la "influencia burguesa en el arte» y la sustituyó por la apreciación de la pintura figurativa, la fotografía y los nuevos diseños de tipografía. A los escritores se les ordenó explícitamente que desarrollaran la «heroización». En la Feria Mundial de París, el Obrero y la Mujer de Kolkhoz de Vera Mukhina ejemplificaron al Nuevo hombre soviético ideal, representando a un hombre y una mujer vestidos de trabajo, con su martillo y su hoz cruzados, en una estatua monumental con ambos caminando hacia adelante.
Cuando Adolf Hitler llegó al poder en Alemania en 1933, el arte moderno fue condenado como degenerado y prohibido en gran medida. Los nazis promovieron un estilo de arte basado en modelos clásicos, con la intención de alimentar el nacionalismo. El realismo heroico era inculcar valores de sacrificio, deber y devoción. El hombre heroico, que estaba atado a la sangre y a la tierra, actuaba en lugar de pensar y se sacrificaba a sí mismo.  Esto particularmente favoreció la «muerte heroica». Las normas creativas en materia de publicidad y edición, que en sí mismas constituyen un monopolio estatal, fueron objeto de un estrecho seguimiento. Los caracteres «Fraktur» (o «góticos»), comunes en Alemania hasta 1941, fueron denunciados por Martin Bormann como «Judenlettern» (escritura judía) y sustituidos por letras romanas. Las letras «sans-serif» modernas también fueron prohibidas como «bolchevismo cultural», pero las letras «Futura» siguen utilizándose por su conveniencia.
La teoría nazi rechazaba explícitamente el «materialismo» y, por lo tanto, a pesar del tratamiento realista de las imágenes, «realismo» era un término poco utilizado.  Un pintor debía crear un cuadro ideal, para la eternidad. Las imágenes de los hombres, y aún más las de las mujeres, estaban fuertemente estereotipadas, con la perfección física requerida para las pinturas de desnudos.  En la pintura, los campesinos eran imágenes populares, que reflejaban una vida sencilla en armonía con la naturaleza. Las posibilidades monumentales de la escultura le dieron una mejor expresión de las teorías raciales nazis.  La imagen más común era la del macho desnudo, expresando el ideal de la raza aria. La habilidad de Arno Breker en este tipo lo convirtió en el escultor favorito de Hitler.  Las mujeres desnudas también eran comunes, aunque tendían a ser menos monumentales.  En ambos casos, la forma física no presentaba imperfecciones. En la Exposición de París de 1937, la camaradería de Josef Thorak estaba fuera del pabellón alemán, representando a dos enormes hombres desnudos, que se agarraban de las manos y se paraban desafiantemente uno al lado del otro, en una pose de defensa y camaradería racial.
El realismo heroico también se utilizó durante la Guerra de España y casi todas las democracias occidentales lo han utilizado desde entonces para promover sus políticas en tiempos de guerra.